# Masutatsu Ōyama
Masutatsu Ōyama (大山 倍達|Ōyama Masutatsu, født 4. juni 1923, død 26. april 1994), mere kendt som Mas Oyama, var en Zainichi-koreansk karatemester, der grundlagde Kyokushin Karate, som anses for at være den første og mest indflydelsesrige stilart inden for fuldkontakt karate.
Ōyama blev berømt for sin ekstreme fysiske styrke, hårdtslående teknikker og utrættelige dedikation til kampkunst. Han var kendt for sine spektakulære styrkedemonstrationer, hvor han blandt andet kunne slå hornene af en tyr med et enkelt slag. Hans filosofi byggede på intens fysisk og mental disciplin, hvilket gjorde ham til en af de mest respekterede figurer i kampsportens historie.
Han udviklede Kyokushin Karate som et kompromisløst system, hvor der blev lagt vægt på fuldkontakt-kamp, udholdenhedstræning og bushido-principper. Hans træningsmetoder var kendt for deres ekstreme hårdhed, hvilket tiltrak tusindvis af elever fra hele verden.
Som grundlægger af Kyokushin etablerede han en international organisation, der har haft en enorm indflydelse på moderne kampsport. Hans arv lever videre gennem de mange karateudøvere, der stadig følger hans træningsmetoder og filosofi den dag i dag.

## Biografi
Mas Oyama blev født som Choi Yeong-eui (崔永宜) i Kintei, Korea, Japans kejserrige. Som barn blev han sendt til Manchukuo for at bo på sin søsters gård. Her begyndte han i en alder af 9 at træne kinesisk kampsport under vejledning af en kinesisk landmand, der arbejdede på gården. Landmandens efternavn var Lee, og Oyama beskrev ham senere som sin første lærer. Historien om Oyamas barndom er beskrevet i nogle af hans tidlige bøger.
Hans familie tilhørte den jordejende adel, og hans far, Choi Seung-hyun, skrev under pseudonymet "Hakheon" og var en anerkendt komponist af klassisk kinesisk poesi.
I marts 1938 rejste Oyama til Japan, hvor han fulgte sin bror, der var blevet optaget på Japans kejserlige hærs Yamanashi luftfartsskole. På et tidspunkt under sit ophold i Japan tog Choi Yeong-eui navnet Masutatsu Oyama (大山 倍達), en translitteration af Baedal (倍達). Baedal var en gammel koreansk stat, som i Oyamas samtid i Japan var kendt som "Det gamle Joseon".
En historie fra Oyamas ungdom fortæller, at Lee gav den unge Oyama et frø, han skulle plante. Når det begyndte at spire, skulle han hoppe over det 100 gange hver dag. Da planten voksede sig større, sagde Oyama senere, at han kunne hoppe frem og tilbage mellem vægge uden besvær. Forfatteren Ikki Kajiwara og forlaget bag en tegneserie baserede historien på de erfaringer, Oyama selv havde fortalt dem om – derfor fik den titlen Karate Baka Ichidai ("Karatefanatikeren").
I 1958 udgav Oyama bogen What is Karate, som blev en bestseller. Den blev oversat til ungarsk, fransk og engelsk.
I 1945, da krigen sluttede, forlod Oyama luftfartsskolen. Han fandt til sidst et sted at bo i Tokyo, hvor han mødte sin kommende hustru Chiyako (大山 置弥子), hvis mor drev en sovesal for universitetsstuderende.
I 1946 begyndte Oyama på Waseda Universitetets Institut for Uddannelse for at studere idrætsvidenskab.
Da han ønskede den bedste undervisning, tog han kontakt til Shotokan dojo (karateskole), som blev drevet af Gigō Funakoshi, der var søn af karatemester og grundlægger af Shotokan, Gichin Funakoshi. Han blev optaget som elev og begyndte sin livslange rejse inden for karate. For at bevare sin fokus valgte han at isolere sig og trænede i ensomhed.
Senere studerede Oyama ved Takushoku Universitet i Tokyo, hvor han blev optaget som elev i Gichin Funakoshis dojo, hvor han trænede i to år. Derefter studerede han Gōjū-ryū karate i flere år under vejledning af Nei-chu So (소 나이 추) / 曺（曹）寧柱, 1908–1996), en koreansk kampsportsudøver fra Oyamas hjemprovins, der var en af de højtstående elever af systemets grundlægger, Chojun Miyagi.
Mellem 1946 og 1950 trænede Mas Oyama i Kanbukan, en dojo grundlagt af højt rangerede elever af Kanken Toyama, og som var kendt for sin store andel af koreanske udøvere i Japan. Nei-chu So var også aktiv i Kanbukan og underviste sandsynligvis Oyama i Gōjū-ryū der. I Kanbukan trænede man karate med Bōgu/beskyttelsesudstyr (Bogutsuki Karate), hvilket gjorde det muligt at slå med fuld kraft. Dette kan have påvirket Oyamas filosofi om fuld-kontakt karate. Dog siges det, at Oyama havde begrænset interesse i Bogutsuki Karate som konkurrencesport. Dog overvejede Oyama på et tidspunkt at indføre beskyttelsesudstyr i sin træning.
I denne periode gik Oyama også rundt i Tokyo og sloges med medlemmer af den amerikanske militærpoliti. I et tv-interview i programmet "Itsumitemo Haran Banjyo" (Nihon Television) fortalte han senere: "Jeg mistede mange venner under krigen – den samme morgen, de skulle afsted som Kamikaze-piloter, spiste vi morgenmad sammen, og om aftenen var deres pladser tomme. Efter krigens afslutning var jeg vred, så jeg kæmpede mod så mange amerikanske soldater, jeg kunne, indtil mit billede var opslået på politistationen."
For at finde ro trak Oyama sig tilbage til en ensom bjergtræning for at styrke både sin krop og sind. Han besluttede at tilbringe tre år på bjerget Minobu i Yamanashi Præfektur, Japan. Han byggede en lille hytte på bjergsiden og blev ledsaget af en af sine elever, Yashiro. Dog kunne Yashiro ikke klare de hårde forhold uden moderne bekvemmeligheder og flygtede en nat, hvilket efterlod Oyama alene. Med kun månedlige besøg fra en ven i byen Tateyama i Chiba Præfektur blev ensomheden og den intense træning en stor prøvelse. Oyama blev på bjerget i fjorten måneder og vendte tilbage til Tokyo som en langt stærkere og mere frygtløs karateudøver.
Oyama tilskrev meget af sin mentale styrke til sin læsning af De fem ringes bog af Miyamoto Musashi (en berømt japansk sværdkæmper), som han beskrev som sin eneste læsning under bjergtræningen.
Han var dog tvunget til at forlade bjerget, da hans økonomiske støtte blev trukket tilbage. Nogle måneder senere, efter at have vundet karatesektionen ved de japanske nationale kampsportsmesterskaber, følte han sig stadig utilfreds, da han ikke havde opnået sit oprindelige mål om tre års isoleret træning. Derfor trak han sig tilbage igen, denne gang til bjerget Kiyosumi i Chiba Præfektur, hvor han trænede i 18 måneder.

## Grundlæggelse af Kyokushin
I 1953 åbnede Oyama sin egen karate-dojo, kaldet Oyama Dojo (en form for Gōjū-ryū), i Tokyo men fortsatte med at rejse rundt i Japan og verden for at give demonstrationer i kampsport, som blandt andet inkluderede at slå levende tyre bevidstløse med bare hænder (undertiden ved at gribe dem i hornene og bryde hornet af). Hans dojo var oprindeligt placeret udendørs på en tom grund, men flyttede i 1956 ind i en balletskole. De seniorinstruktører, der var under ham, var T. Nakamura, K. Mizushima, E. Yasuda, M. Ishibashi og T. Minamimoto. Oyamas eget pensum udviklede sig hurtigt til et ry som en hård, intensiv, slagkraftig, men praktisk stil, som endelig blev døbt Kyokushinkai (Japan Karate-Do Kyokushinkai), hvilket betyder 'den ultimative sandhed', i en ceremoni i 1957. Han opnåede også et ry for at være 'rå' med sine elever, da træningssessionerne var udmattende, og det var meget almindeligt, at eleverne kom til skade under kamptræning (kumite). Udover kamptræning, som adskilte Oyamas undervisning fra andre karate-skoler, blev fokuset på at bryde objekter som brædder, fliser eller sten for at måle ens offensive evne Kyokushins varemærke. Oyama mente, at den praktiske anvendelse af karate var essentiel og erklærede, at at ignorere 'brydetræning er lige så nytteløst som et frugttræ, der ikke bærer frugt.' Efterhånden som dojoens ry voksede, begyndte elever at strømme til fra både ind- og udland, og antallet af studerende steg. Mange af de fremtidige seniorledere af de forskellige Kyokushin-baserede organisationer begyndte at træne i stilen i denne periode. I 1964 flyttede Oyama dojoen til den bygning, der herefter skulle fungere som Kyokushins hoveddojo og verdenshovedkvarter. I den forbindelse grundlagde han også den 'International Karate Organization Kyokushin kaikan' (ofte forkortet IKO eller IKOK) for at organisere de mange skoler, der nu underviste i kyokushin-stilen.
I 1961, ved det All-Japan Student Open Karate Championship, deltog en af Oyamas elever, Tadashi Nakamura, som kun 19 år gammel i sin første turnering, hvor han blev nummer ét. Nakamura blev senere Mas Oyamas cheftræner, som nævnt i Mas Oyamas bog, "This is Karate." I 1969 arrangerede Oyama den første All-Japan Full Contact Karate Open Championship, som tog Japan med storm, og Terutomo Yamazaki blev den første mester, hvilket er blevet afholdt hvert år siden. I 1975 blev den første World Full Contact Karate Open Championship afholdt i Tokyo. Verdensmesterskaberne er blevet afholdt med fire års mellemrum siden da. Efter at have grundlagt Kyokushin-kai formaliserede Oyama organisationen og ledede den gennem en periode med ekspansion. Oyama og hans håndplukkede instruktører udviste stor evne til at markedsføre stilen og tiltrække nye medlemmer. Oyama ville vælge en instruktør til at åbne en dojo i en anden by eller en lokalitet i Japan, hvorefter instruktøren flyttede til den pågældende by og typisk demonstrerede sine karatefærdigheder på offentlige steder, såsom i den kommunale gymnastiksal, den lokale politigymnastiksal (hvor mange judo-elever ville træne), i en park eller udføre kampsportsdemonstrationer på lokale festivaler eller skolehændelser. På den måde ville instruktøren hurtigt få nogle elever til sin nye dojo. Efterfølgende ville rygtet sprede sig gennem området, indtil dojoen havde en dedikeret kerne af elever. Oyama sendte også instruktører til andre lande som USA, Nederlandene, England, Australien og Brasilien for at sprede Kyokushin på samme måde. Oyama promoverede også Kyokushin ved at afholde The All-Japan Full Contact Karate Open Championships hvert år og World Full Contact Karate Open Championships hvert fjerde år, hvor alle kunne deltage uanset stil.

## Offentlige demonstrationer
Oyama opfandt 100-mands kumite, en krævende test, hvor en deltager kæmper mod 100 forskellige modstandere. Han gennemførte denne udfordring tre gange i træk over tre dage. Denne begivenhed blev en central del af hans karriere og har været et mål for både hans elever og kampsportsentusiaster, som så det som et eksempel på hans fysiske og mentale udholdenhed. 100-mands kumite blev betragtet som en test af både tekniske evner og fysisk udholdenhed.
Oyama blev også kendt for at kæmpe mod tyre uden brug af våben eller beskyttelse. I løbet af sit liv siges det, at han kæmpede mod 52 tyre. Det påstås, at han i nogle tilfælde kunne skære hornene af dyrene og, i visse tilfælde, dræbe dem med et enkelt slag. Denne praksis blev et af de elementer, der bidrog til hans ry, og han opnåede øgenavnet "Gudshånd" på grund af de fysiske færdigheder, han udviste i disse kampe. Hans tyre-kampe blev en del af hans offentlige demonstrationsprogrammer, og de var med til at fremme hans ry som en ekstraordinær kampsportsudøver.
Udover disse demonstrationer mod tyre, siges Oyama også at have haft flere kampe med professionel wrestlere under sine rejser gennem USA. Dette blev set som en måde for Oyama at afprøve sine færdigheder mod atleter fra en anden sport, og disse kampe var en del af hans rejse for at fremme Kyokushin-karate. Selvom detaljerne om disse kampe ikke er fuldt dokumenterede, blev de ofte set som en måde at vise hans tekniske dygtighed og fysiske styrke.
Oyama deltog også i adskillige offentlige demonstrationer, hvor han viste sine evner som en karateudøver. Disse begivenheder blev afholdt både i Japan og internationalt og havde til formål at promovere Kyokushin-karate samt vise, hvordan teknikkerne kunne anvendes i praksis. Demonstrationerne tiltrak både interesserede tilskuere og potentielle studerende, som kunne se de praktiske aspekter af hans træning og den fysiske udholdenhed, der krævedes for at praktisere Kyokushin på et højt niveau.

## Senere år
I 1946 giftede Oyama sig med den japanske kvinde Oyako Chiyako (1926–2006) og fik tre børn sammen med hende. I slutningen af 1960'erne oplevede Oyama og Chiyako problemer i ægteskabet og besluttede at gå fra hinanden. Chiyako, der ikke ønskede, at hendes mand begyndte at have andre kvinder, arrangerede, at en koreansk kvinde og familiær ven ved navn Sun-ho Hong skulle blive Oyamas partner i en periode. Med Hong fik Oyama yderligere tre børn, og han forblev romantisk involveret med både Hong og Chiyako indtil sin død.
Senere i livet led Oyama af artrose. På trods af sin sygdom opgav han aldrig træningen. Han gennemførte flere demonstrationssessioner af sin karate, som også inkluderede objekter, der blev brækket.
Oyama skrev mere end 80 bøger på japansk, og nogle blev oversat til andre sprog.

## Sidste år og død
Oyama opbyggede sin Tokyo-baserede internationale karateorganisation, Kyokushinkaikan, til en af verdens førende kampsportsforeninger med filialer i mere end 100 lande og mere end 12 millioner registrerede medlemmer. I Japan blev der skrevet bøger om og af ham, spillefilm portrætterede hans farverige liv på det store lærred, og manga gengav hans mange eventyr.
Oyama døde i en alder af 70 år i Tokyo, Japan, den 26. april 1994, som følge af lungekræft.
Hans enke, Chiyako Oyama, oprettede en fond for at ære hans arv.

## References
1. ↑  http://the-martial-way.com/goshi-yamaguchi-on-mas-oyama-and-kyokushin-karate
2. ↑  "大山倍達総裁 紹介｜極真会館とは｜極真会館".
3. ↑  "Black Belt Sommer 1963". Active Interest Media. 1963. Hentet 19. mar. 2025.{{cite web}}:  CS1-vedligeholdelse: url-status (link)
4. ↑  Lowe, Bobby.
Mas Oyama's karate as practiced in Japan (Arco Pub. Co., 1964).
5. ↑  "Mas Oyama: The Toughest Karate Fighter". Fighters Magazine. Hentet 17. mar. 2025.{{cite web}}:  CS1-vedligeholdelse: url-status (link)
6. ↑  "Kyokushin Training Methods". Martial Arts Encyclopedia. Hentet 17. mar. 2025.{{cite web}}:  CS1-vedligeholdelse: url-status (link)
7. ↑  "The Legacy of Mas Oyama". Black Belt Magazine. Hentet 18. mar. 2025.{{cite web}}:  CS1-vedligeholdelse: url-status (link)
8. ↑  "Black Belt juli 1987". Active Interest Media. juli 1987. Hentet 18. mar. 2025.{{cite web}}:  CS1-vedligeholdelse: url-status (link)
9. ↑  "Black Belt april 1994". Active Interest Media. april 1994. Hentet 15. mar. 2025.{{cite web}}:  CS1-vedligeholdelse: url-status (link)
10. ↑  Christina Choi Martin, From Gimje to Red Oak: A Woman's Journey through Changing Times, DCD Publishers, 2021, s. 37-38, s. 55.
11. ↑  Oyama, 1963, What is Karate, Japan Publications Trading Company.
12. ↑  "Black Belt oktober 1971". Active Interest Media. oktober 1971. Hentet 19. mar. 2025.{{cite web}}:  CS1-vedligeholdelse: url-status (link)
13. ↑  Jinsoku Kakan. (1956). Interview med Gogen Yamaguchi om karate-do. Tokyo Maiyu.
14. ↑  Kinjo Hiroshi fra "Overview of Kenpo" af Nisaburo Miki og Mizuho Takada "Commentary on Reprint of 'Overview of Kenpo'" s. 265 ISBN 978-4947667717
15. ↑  Ōyama, Masutatsu (1984) [[[1965]]]. "25. Karate Future's Progress". This is Karate! (4th udgave). Japan Publications. s. 328. ISBN 0-87040-254-4.
16. ↑  Ōyama, Masutatsu (1974) [[[1958]]]. "11. New Directions in Karate". What is Karate? (8th udgave). Japan Publications. s. 169. ISBN 0-87040-147-5.
17. ↑  Have Gi. Will Travel. (2013-07-12). "Mas Oyama vs Bull". Arkiveret fra originalen 2021-12-14. Hentet 18. mar. 2025 – via YouTube.
18. ↑  Oyama, Masutatsu (1982-12-01). Entrance Guide for Kyokushin Karate. Tokyo, Japan: International Karate Organization/Kyokushin Kaikan. s. 91.
19. ↑  "The Empty Hand | FIGHT! Magazine – Archives". Fightmagazine.com. Arkiveret fra originalen 2014-02-01. Hentet 19. mar. 2025.
20. ↑  Oyama, Masutatsu (1967). Vital Karate (First udgave). Tokyo, Japan: Japan Publications Trading Co., Ltd. s. 13.
21. ↑  Oyama, Masutatsu (1979-05-10). Challenge to the Limits. Tokyo, Japan: Hoyu Publishing. s. 66-70.
22. ↑  Sosai Masutatsu Oyama – 100 Man Kumite. Masutatsuoyama.com. Hentet den 19. mar. 2025
23. ↑  Lorden, Michael L. (2000). Mas Oyama: The Legend, the Legacy. Multi-Media Books. s. 184. ISBN 978-1-892515-24-7.
24. ↑  Sosai Masutatsu Oyama – Sosais historie Arkiveret 19. mar. 2025 hos  Wayback Machine. Masutatsuoyama.com. Hentet den 18. mar. 2025.

## External links
- Mas Oyama Kyokushin Site
- Kyokushin Karate Legends Reunite! Stories of Ikki Kajiwara and Masutatsu Oyama